# Trădare
Trădare (în limba română veche și hiclenie, hainie, hainlâc, predanie), este denumită fapta de a înșela în mod voit și perfid încrederea cuiva, săvârșind acte care îi sunt potrivnice, pactizând cu dușmanul etc. 
Plutarh susține în lucrarea sa Viețile paralele ale oamenilor iluștri că Iulius Cezar ar fi exclamat: "Iubesc trădarea, dar îi urăsc pe trădători" (în latină Proditionem amo, sed proditores odi).

## Legislația română
În Codul penal al României, partea specială, la articolul 396, este prevăzută infracțiunea de Trădare prin ajutarea inamicului: "Fapta cetățeanului român care, în timp de război: a) predă teritorii, orașe, poziții de apărare, depozite ori instalații ale forțelor armate române sau care servesc apărării; b) predă nave, aeronave, mașini, aparate, armament sau orice alte materiale care pot servi purtării războiului; c) procură inamicului oameni, valori sau materiale de orice fel; d) trece de partea inamicului sau efectuează alte acțiuni care sunt de natură să favorizeze activitatea inamicului ori să slăbească puterea de luptă a forțelor armate române sau a armatelor aliate; e) luptă sau face parte din formații de luptă împotriva statului român sau a aliaților săi se pedepsește cu detențiune pe viață sau cu închisoare de la 15 la 25 de ani și interzicerea exercitării unor drepturi.
O altă infracțiune contra siguranței statului o reprezintă Trădarea prin transmitere de informații secrete de stat, prevăzută la articolul 395 din Codul penal al României: "Transmiterea de informații secrete de stat unei puteri sau organizații străine ori agenților acestora, precum și procurarea ori deținerea de documente sau date ce constituie informații secrete de stat de către cei care nu au calitatea de a le cunoaște, în scopul transmiterii lor unei puteri sau organizații străine ori agenților acestora, săvârșite de un cetățean român, se pedepsesc cu închisoarea de la 10 la 20 de ani și interzicerea exercitării unor drepturi."
Dacă făptașul nu e cetățean român sau o persoană fără cetățenie, domiciliată pe teritoriul statului român, aceeași faptă este considerată spionaj: Art. 400 Spionajul "Faptele prevăzute în art. 395, săvârșite de un cetățean străin sau apatrid, se pedepsesc cu închisoarea de la 10 la 20 de ani și interzicerea exercitării unor drepturi."
Trădarea reprezintă neloialitate criminală. Istoric, în țările cu sistem de drept jurisprudențial (engl. common law - cum sunt țările anglo-saxone), înalta trădare (engl. high treason) este definită ca infracțiune de trădare împotriva statului. Ea a fost diferențiată de mica trădare (engl. petty treason), care însemna trădare împotriva unui superior legitim (de exemplu, un  servitor care își ucide stăpânul). Sensul expresiei „mică trădare” a fost restrâns la cazurile de omucidere în 1351 și a ajuns să desemneze o formă mai gravă de ucidere săvârșită cu intenție.
Din cauza faptului că, în lume, țările cu sistem de drept jurisprudențial au renunțat, treptat, să mai prevadă infracțiunea de „mică trădare” în codurile lor penale, conceptul de înaltă trădare a fost uitat și cuvântul „trădare” a ajuns să desemneze ceea ce, istoric, se numea „înaltă trădare”. În codul penal canadian există, încă, două infracțiuni numite „trădare” și „înaltă trădare”, dar ambele cad sub definiția istorică a „înaltei trădări”. În Canada, principala diferență între cele două tipuri de infracțiuni constă în faptul dacă ele sunt săvârșite în timp de război sau nu. În țările fără sistem de drept jurisprudențial, nu se face diferența între „înaltă trădare” și „mică trădare”. 
Înalta trădare reprezintă neloialitate criminală a individului față de propriile autorități. Participarea cuiva la război împotriva guvernului țării în care s-a născut, încercarea de a răsturna guvernul acesteia, spionajul împotriva forțelor armate, diplomaților sau serviciilor ei secrete, în favoarea unei puteri străine, sau încercarea de a-l ucide pe șeful statului sunt cele mai bune exemple de înaltă trădare. 
Pentru ca cineva să poată fi acuzat de înaltă trădare, este nevoie ca el sau ea să fi avut obligații de loialitate față de statul față de care a comis fapta, dar această cerință este satisfăcută, de obicei, de simpla aflare pe teritoriul țării la momentul infracțiunii, sau de deținerea cetățeniei statului în cauză, dacă infracțiunea s-a săvârșit în afara granițelor. Spionii străini, asasinii sau sabotorii nu suferă dezonoarea asociată cu înalta trădare, dar pot fi judecați și condamnați pentru acte de spionaj sau sabotaj; de obicei, în zilele noastre, spionii sunt schimbați contra celor deținuți de o altă națiune. Înalta trădare este considerată o infracțiune gravă – poate cea mai gravă – de către autoritățile civile. În Canada, pedeapsa stabilită de tribunal pentru înaltă trădare înseamnă închisoarea pe viață, cu executare (însă cu posibilitate de eliberare condiționată după 25 de ani).
Până în secolul al XIX-lea, falsificarea de bani era încriminată ca înaltă trădare în Regatul unit al Marii Britanii și în statele care l-au precedat (Imperiul Britanic, etc.).